# Z pierwszego tłoczenia
Z pierwszego tłoczenia – pierwszy album zespołu reggae MENoMiNi, wydany 1 marca 2007 roku nakładem wytwórni ArTest.

## Twórcy
Album nagrany został w składzie;
- Michał "Misza" Zapała – gitara, wokal
- Piotr "Stiff" Stefański – wokal
- Kajtek Strzelczyk – instrumenty klawiszowe
- Sławek "Kolka" Błach- gitara basowa
- Roland "Lady" Langer- gitara
- Piotr "Funek" Fuczyk – perkusja
- Rafał Gęborek – trąbka
- Katarzyna Mazurkiewicz – trąbka

## Lista utworów
1. MM Rap
2. Na 4 Lata
3. Za Free
4. Droga
5. Jazz
6. Niebo
7. Pieniądze
8. Gorzkie słowa
9. Smak
10. Istota
11. Tyle Lat
12. Widzę Cię
13. Outro
14. Maj Lof